# Michael Learned
Michael Learned (Washington D. C., 9 de abril de 1939) es una actriz estadounidense, más conocida por interpretar a Olivia Walton en la serie dramática The Waltons y en sus películas subsecuentes.
Ha ganado cuatro veces el Primetime Emmy a la mejor actriz en una serie dramática, que está empatada con Tyne Daly por la actriz que más veces ha ganado en la categoría. Tres de las victorias fueron por The Waltons (1973, 1974 y 1976), mientras que la cuarta fue por Nurse (1982).

## Primeros años
Learned nació en Washington D. C., siendo la hija mayor de Elizabeth Hooper-Duane y Bruce Learned, un diplomático. Su abuelo materno fue un agregado a la Embajada de Estados Unidos en Roma. Tiene cinco hermanas menores: Gretl, Susan, Sabra, Dorit y Philippa. 
Vivió en una granja en Connecticut por sus primeros diez años de vida. Learned mencionó que nunca recibió una explicación de sus padres por colocarle un nombre masculino, acotando que su padre dijo una vez: «Si hubieses sido varón, te habrías llamado Caleb, pero fuiste una niña, así que te llamaste Michael».
Cuando tenía once, Learned se mudó a Austria, donde su padre trabajó para el Departamento de Estado de los Estados Unidos. En este tiempo, estudió en el Tring Tark School for the Performing Arts en Tring (Hertfordshire, Inglaterra). Durante este tiempo, descubrió el teatro y decidió hacer de la actuación su trabajo de vida.

## Carrera

### Éxito enThe Waltons(1972-1981)
Su primer papel importante en el cine o la televisión fue como Olivia Walton en The Waltons, que se desarrolló durante nueve temporadas desde 1972 hasta 1981. Durante las primeras cinco temporadas del programa, se la catalogó como "Miss Michael Learned" porque era relativamente desconocida en el momento y los productores deseaban evitar la confusión entre los espectadores sobre su género. Para la sexta temporada, mientras el programa continuaba con su éxito después de la partida del coprotagonista Richard Thomas, el temor de los productores a la confusión sobre su sexo se había aliviado y el "Señorita" se eliminó del crédito de Learned. Fue nominada a seis premios Emmy como actriz principal en un drama, ganando tres veces. Después del final de la sexta temporada, accedió a aparecer una temporada más con la condición de que no tuviera que trabajar los nueve meses completos. Después de la séptima temporada, dejó el programa.
La abrupta desaparición de su personaje se explicó porque Olivia desarrolló tuberculosis e ingresó en un sanatorio en Arizona. Hizo apariciones especiales ocasionales hasta la cancelación del programa y luego apareció en cuatro de las seis películas de reunión de Waltons realizadas entre 1982 y 1997. Por su interpretación de Olivia Walton, Learned fue nominada a cuatro premios Globo de Oro. Durante su carrera como Olivia Walton, Learned y su coprotagonista de The Waltons, Will Geer, aparecieron juntos en la película Hurricane de 1974.

### Carrera posterior (1982-presente)
Learned interpretó a la enfermera Mary Benjamin en el drama hospitalario Nurse, que se emitió en CBS durante seis episodios en la primavera de 1981 y luego durante las temporadas 1981-1982. Aunque la serie fue bien recibida por la crítica, no fue un éxito de audiencia y duró dos temporadas. Sin embargo, Learned fue nominada a dos premios Emmy a la mejor actriz principal y ganó otro Emmy por este papel en 1982. Más tarde tuvo papeles protagónicos en el drama sin éxito como Hothouse en 1988 y en la comedia de situación de 1989, Living Dolls y repitió su papel de Olivia Walton para una serie de programas de televisión, películas y reuniones en la década de los noventa.
En 2005, Learned interpretó a la jueza Helen Turner en las telenovelas de ABC All My Children y One Life to Live como parte de la historia del "cambio de bebé" en ambos programas. En la segunda temporada de El mundo secreto de Alex Mack, actuó como estrella invitada como un fantasma que se arrepintió de las decisiones de su nieta, que estuvo separada durante mucho tiempo y que al final se reveló como la principal villana del programa, Danielle Atron.
Actuó como estrella invitada en Scrubs como la Sra. Wilk en cinco episodios de la quinta temporada del programa. Interpretó a Shirley Smith en General Hospital de ABC. En el otoño de 2011, Learned interpretó a Katherine Chancellor en la telenovela diurna de CBS, The Young and the Restless, reemplazando a Jeanne Cooper, quien estaba en licencia médica prolongada de la serie.
Recientemente, ha conseguido aclamación de la crítica por interpretar a Catherine Dahmer, la abuela del asesino serial Jeffrey Dahmer en la serie de televisión de Ryan Murphy basada en sus crímenes, Dahmer.

### Teatro

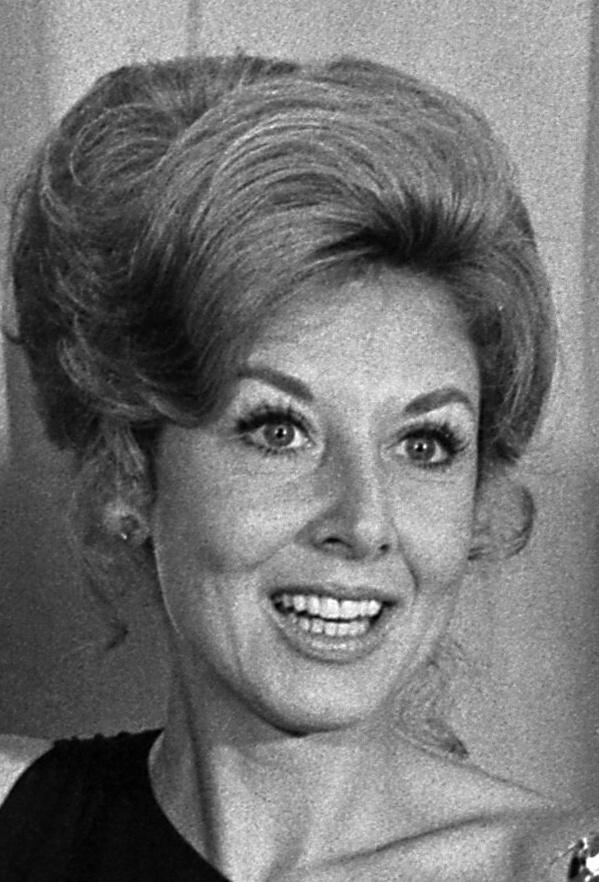
Learned en 1973, tras recibir un premio Emmy por The Waltons.

A fines de la década de 1960, Learned y su esposo Peter Donat aparecieron en varios papeles en el American Conservatory Theatre de San Francisco. Ha aparecido en muchas producciones teatrales en Broadway, fuera de Broadway y en otros lugares, incluida la producción de gira nacional de 2006-2007 de On Golden Pond. En el otoño de 2008, protagonizó la producción de Innovation Theatre Works de Driving Miss Daisy, interpretando el papel principal de Daisy Werthen junto a Willis Burks II como Hoke y Dirk Blocker como el hijo de Daisy, Boolie. Repitió el papel junto a Lance E. Nichols como Hoke en Judson Theatre Company en marzo de 2013.

## Vida privada
Desde 1956 hasta 1972, estuvo casada con Peter Donat. 2 años después, en 1974, se casó con Glenn Chadwick, pero se divorciaron en 1977. En 1979, se casó con William Parker IV y se divorciaron tiempo después. En 1988, se casó con John Doherty. 

## Filmografía
| Año       | Título                                                | Personaje                  | Notas                                                |
| --------- | ----------------------------------------------------- | -------------------------- | ---------------------------------------------------- |
| 1963      | The Other Man                                         | Desconocido                | Película de televisión                               |
| 1968      | Wojeck                                                | Nina Eden                  | 2 episodios                                          |
| 1972-1979 | The Waltons                                           | Olivia Walton              | 168 episodios                                        |
| 1973      | Gunsmoke                                              | Mike Yardner               | Episodio: "Matt's Love Story"                        |
| 1973      | Gunsmoke                                              | May Lassiter               | Episodio: "A Game of Death... An Act of Love Part 1" |
| 1973      | Match Game 73                                         |                            | Episodio: "1.6"                                      |
| 1973-1974 | Insight                                               | Sister Janet               | 2 episodios                                          |
| 1974      | Hurricane                                             | Lee Jackson                | Película para televisión                             |
| 1974      | It Couldn't Happen to a Nicer Guy                     | Janet Walters              | Película para televisión                             |
| 1974      | Police Story                                          | Linda Keitlinger           | Episodio: "Love, Mabel"                              |
| 1978      | Little Mo                                             | Eleanor Tennant            | Película para televisión                             |
| 1980      | Nurse                                                 | Mary Benjamin              | Película para televisión                             |
| 1980      | Touched by Love                                       | Dra. Bell                  |                                                      |
| 1980      | A Christmas Without Snow                              | Zoe Jenson                 | Película para televisión                             |
| 1981-1982 | Nurse                                                 | Enfermera Mary Benjamin    | 25 episodios                                         |
| 1982      | Mother's Day on Waltons Mountain                      | Olivia Walton              | Película para televisión                             |
| 1984      | The Parade                                            | Rachel Kirby               | Película para televisión                             |
| 1984      | St. Elsewhere                                         | Hermana Millicent Domencia | 2 episodios                                          |
| 1986      | Power                                                 | Gobernora Andrea Stannard  |                                                      |
| 1986      | A Deadly Business                                     | Ann                        | Película para televisión                             |
| 1986      | Picnic                                                | Rosemary Sidney            | Película para televisión                             |
| 1987      | Mercy of Murder?                                      | Skipper                    | Película para televisión                             |
| 1988      | Hothouse                                              | Dr. Marie Teller           | 7 episodios                                          |
| 1988      | Roots: The Gift                                       | Amelia Parker              | Película para televisión                             |
| 1989      | Murder, She Wrote                                     | Maria Hudson               | Episodio: "Trevor Hudson's Legacy"                   |
| 1989      | Who's the Boss?                                       | Trish Carlin               | 2 episodios                                          |
| 1989      | Living Dolls                                          | Trish Carlin               | 12 episodios                                         |
| 1990      | Gunsmoke: The Last Apache                             | Mike Yardner               | Película para televisión                             |
| 1990      | Wiseguy                                               | Rachel                     | 2 episodios                                          |
| 1991      | Aftermath: A Test of Love                             | Irene                      | Película para televisión                             |
| 1991      | Murder in New Hampshire: The Pamela Wojas Smart Story | Judy Smart                 | Película para televisión                             |
| 1991      | Keeping Secrets                                       | Marion Mahoney             | película para televisión                             |
| 1992      | Mattie's Waltz                                        | Mattie                     | Película para televisión                             |
| 1993      | Dragon: The Bruce Lee Story                           | Vivian Emery               |                                                      |
| 1993      | A Walton Thanksgiving Reunion                         | Olivia Walton              | película para televisión                             |
| 1994      | Reading Rainbow                                       | Ella misma                 | Episodio: "Appelemondo's Dream"                      |
| 1995      | The Secret World of Alex Mack                         | Ghost of Paradise Valley   | Episodio: "The Secret"                               |
| 1995      | A Walton Wedding                                      | Olivia Walton              | Película para televisión                             |
| 1997      | A Walton Easter                                       | Olivia Walton              | Película para televisión                             |
| 1997      | Life During Wartime                                   | Desconocido                |                                                      |
| 1998      | A Father for Brittany                                 | Edna Humphreys             | Película para televisión                             |
| 1998      | Profiler                                              | Helen Waters               | 3 episodios                                          |
| 1998      | Promised Land                                         | Dolly Carstens             | Episodio: "The Secret of Bluestem"                   |
| 2000      | For the Love of May                                   | Mary Lou                   | Cortometraje                                         |
| 2000      | Pensacola: Wings of Gold                              | Congresista Benedict       | Episodio: "Article 32"                               |
| 2000      | So Graham Norton                                      | Ella misma                 | Episodio: "3.8"                                      |
| 2003      | Law & Order: Special Victims Unit                     | Candace Lamery             | Episodio: "Privilege"                                |
| 2005      | All My Children                                       | Judge Turner               | Episodio: "1.9044"                                   |
| 2005      | Lethal Eviction                                       | Elsa                       |                                                      |
| 2005      | Loggerheads                                           | Sheridan Bellamy           |                                                      |
| 2005      | One Life to Live                                      | Jueza Turner               | 2 episodios                                          |
| 2006-2009 | Scrubs                                                | Mrs. Wilk                  | 8 episodios                                          |
| 2007      | The Killer                                            | The Innkeeper              | Cortometraje                                         |
| 2009      | Cold Case                                             | Louise Patterson '09       | Episodio: "WASP"                                     |
| 2009      | An American Girl: Chrissa Stands Strong               | Nana Louis Hanlon          |                                                      |
| 2010      | General Hospital                                      | Shirley Smith              | 23 episodios                                         |
| 2011      | Mr. Sunshine                                          | Maggie                     | Episodio: "The Best Man"                             |
| 2011      | The Young and the Restless                            | Katherine Chancellor       | 14 episodios                                         |
| 2013      | After Life                                            | Gloria                     |                                                      |
| 2017      | Life Interrupted                                      | Marnie Woodworth           | Película para televisión                             |
| 2019      | Second Acts                                           | Lee Marston                | Cortometraje; rol principal                          |
| 2022      | Monster: The Jeffrey Dahmer Story                     | Catherine Dahmer           | 5 episodios                                          |